# قصر المنسف
قصر المنسف قصر أثري تاريخي يقع شمال الدرعية في منطقة الرياض وسط المملكة العربية السعودية.

## الوصف
يقع القصر في مدخل أحد روافد ِشعب الملقى الجنوبية٬ ويسمى شعب المنسف٬ في أعلى شعب الملقى. وقد بني القصر من الطين والحجر٬ وهو مستطيل الشكل٬ طول جداره الشمالي 15 متر٬ وطول جداره الغربي 25 متر. ويقع باب القصر في الجهة الشمالية بعرض متر واحد٬ ويقابله باب آخر في الجهة الجنوبية٬ ويتألف القصر من أربع ساحات واسعة لا يشاهد فيها تقسيم للغرف٬ وهو مزود بأب ارج مربعة أبعادها متران في مترين، ودائرية قطرها 1.5 متر في الأركا، ن وواحد في الداخل يبلغ ارتفاع ما تبقى من جدران وأبراج القصر مترين اثنين٬ ويراوح عرض الأسوار الداخلية والخارجية بين 90 سم ومتر واحد. وتوجد إلى جوار السور الشمالي للقصر من الخارج بئر دائرية مطوية بحجارة منحوتة طول قطرها متران. كما يوجد على الجبل الذي يقع جنوب القصر بنحو 30 متر٬ برج دائري الشكل٬ وهو مبني بالحجر ذي المقاسات الكبيرة والطين.